# Notomacer australiae
Notomacer australiae là một loài bọ cánh cứng trong họ Nemonychidae. Loài này được Lea miêu tả khoa học đầu tiên năm 1926.